# Ataenius koebelei
Ataenius koebelei är en skalbaggsart som beskrevs av Blackburn 1904. Ataenius koebelei ingår i släktet Ataenius och familjen Aphodiidae. Inga underarter finns listade.